# Trương Quỳnh Mai
Trương Quỳnh Mai (sinh 1974) là người mẫu thập niên 1990. Mai lọt top 15 trong cuộc thi Hoa hậu Quốc tế 1995, và đoạt giải Trang phục dân tộc đẹp nhất.

## Hoa hậu Quốc tế 1995
Mai dự cuộc thi Hoa hậu Quốc tế vào năm 1995. Khi đó Mai là tiếp viên hàng không của Vietnam Airlines. Tại Tokyo , Mai lọt vào top 15 người đẹp nhất cùng với giải phụ "Trang phục dân tộc đẹp nhất" trong bộ áo dài gấm trúc xanh của nhà thiết kế Đức Hùng. Theo báo Thời trang trẻ, giải thưởng Mai đạt được lần nữa vinh danh chiếc áo dài Việt Nam trên trường quốc tế.
Thời trung học, Mai là học sinh lớp chuyên Sinh của trường chuyên Amsterdam - Hà Nội. Mai học đến năm thứ 2 trường Đại học Y Hà Nội thì cùng gia đình chuyển vào Tp. Hồ Chí Minh, tiếp tục học Đại học Tổng hợp Tp. Hồ Chí Minh. Sau đó Mai bỏ dở việc học ở đây để thi vào làm tiếp viên hàng không của VietNam Airline. Trong thời gian làm việc ở đây Mai đã tham gia cuộc thi hoa hậu hàng không châu Á Miss Interline tại Hong Kong và hoa hậu quốc tế tại Tokyo - Nhật Bản.
Mai nhận thức được sự phù phiếm của các danh hiệu "người đẹp", và đã sang Melbourne, Australia để theo học ngành truyền thông tại trường Đại học La Swinburne. Mai đã là Thạc sĩ tài chính, sinh sống ở Melbourne với 2 con trai.

## Sự nghiệp người mẫu
Mai theo đánh giá là "một số ít trong những người mẫu Việt Nam thời kì đầu hội tụ đầy đủ tiêu chuẩn của người mẫu quốc tế với vẻ đẹp tự nhiên, gương mặt ấn tượng, cổ cao, chân dài, dáng thanh mảnh". 
Xuất hiện trên sàn catwalk như "super model chuyên nghiệp", với nghề này, Mai chỉ tham gia biểu diễn vào thời gian rảnh rỗi sau những chuyến bay trong vai trò tiếp viên của hãng hàng không Việt Nam.